# 多花三角瓣花
多花三角瓣花（学名：Prismatomeris tetrandra sp. multiflora）为茜草科南山花属下的一个亚种。灌木或乔木。